# Yeshe Tenpe Nyima
| Tibetische Bezeichnung                           |
| ------------------------------------------------ |
| Wylie-Transliteration: ye shes bstan pa'i nyi ma |
| Chinesische Bezeichnung                          |
| Vereinfacht: 哲布尊丹巴·伊什丹巴尼玛             |

Der 3. Jebtsundamba Khutukhtu Ish Dambii Nyam bzw. Yeshe Tenpe Nyima (tibetisch ye shes bstan pa'i nyi ma, mongolisch Ишдамбийням Ischdambijnjam; geboren 1758; gestorben 1773), die Reinkarnation des 2. Jebtsundamba Khutukhtu Luwsandambiidonme bzw. Lobsang Tenpe Drönme, war der religiöse Führer des mongolischen Buddhismus.
Während seiner Zeit wurde die Hauptstadt von Uliastai (1756) nach Selbe (1762) verlegt, dann nach Khüi Mandal (1772). Er gründete die medizinische Klostereinrichtung (Manba-Dazan; 1760) in Ich-Chüree. Während seiner Herrschaft wurden ein mongolischer und ein mandschurischer Amban ernannt, die in Ich-Chüree lebten. Seine sterblichen Überreste werden im Dambadarjaa-Kloster aufbewahrt.